# Västanfors
Västanfors er en bydel i byområdet Fagersta i Fagersta kommun i Västmanlands län i Sverige og kyrkby i Västanfors socken. Det er en klassisk industriby med mængder af fabriksområder og miner som minder om den gamle minedrift. Byen rummer blandt andet Västanfors kyrka og jernbanestationen Fagersta C.

## Historie
Ved Kolbäcksån etablerede sig allerede i den sene middelalder minearbejderbyen Aspbenning (Aspebøning) på søen Stora Aspens nordlige strand, hvilket var forstadiet til dagens Västanfors. I 1300-tallet og et godt stykke ind i 1400-tallet ejedes området med den daværende by Fors af ridderen Nils Bosson af Natt och Dag-slægten. Västanfors bruk med herregård blev anlagt i 1611 på den vestlige strand (Väster om forsen, deraf navnet). Sognet tilkom i 1642 og fik sit navn efter Västanfors herrgård. Siden 1600-tallet har fabriksejere med tilknytning til Västanfors hytta boet og arbejdet der. Fabrikken blev revet ned i slutningen af 1920'erne og virksomheden flyttet til Fagersta Bruk. Västanfors indgik mellem 25. november 1927 og 1944 i Västanfors municipalsamhälle i Västanfors landskommun, som i 1944 sammen med municipalsamhället blev omdannet til Fagersta stad.

## Idræt
Idrætsklubben Västanfors IF har en stærk tilknytning til bandy, med 32 sæsoner i højeste serie og et svensk mesterskab i 1954. Holdet har base på idrætspladsen Västanfors IP.

## Kendte bysbørn
Manuskriptforfatteren og skuespilleren Rune Lindström (1916-1973) blev født i Västanfors; hans minde hædres på Rune Lindström-museet. Også forfatteren Lennart Hellsing (1919-2015) var født i Västanfors.

## Billeder
- Västanfors kraftverksdamm med Västanfors kyrka
- Västanfors gamla kraftstation
- Luftfoto over Västanfors og Västanfors kyrka